# Questo uomo ti ama
Questo uomo ti ama è il quindicesimo album in studio del cantante italiano Mino Reitano, pubblicato nel 1987 dalla Five Record. 

## Tracce
LATO A
1. Questo uomo (testo: Adelio Cogliati – musica: Franco e Mino Reitano)
2. Brindo a te (testo: Adelio Cogliati – musica: Franco e Mino Reitano)
3. Pura emozione (testo: Adelio Cogliati – musica: Franco e Mino Reitano)
4. Rimani (testo: Renato Dibì – musica: Franco, Mino e Antonio Reitano)

LATO B
1. Melodia italiana (testo: Eugenio Del Sarto, Franco Reitano – musica: Roberto Rangone, Mino Reitano)
2. Io canto l'amore (testo: Adelio Cogliati – musica: Franco e Mino Reitano)
3. Quel che la vita mi ha dato (testo: Adelio Cogliati – musica: Fabrizio Baldoni, Franco, Mino e Domenico Reitano)
4. Giorni d'amore (testo: Renato Dibì – musica: Antonio Orofino, Franco e Mino Reitano)

## Musicisti
- Mino Reitano - voce, tastiera
- Andrea Sacchi - chitarra
- Giancarlo De Giorgio - basso
- Lele Melotti - batteria
- Sergio Farina - chitarra
- Matteo Fasolino - tastiera
- Claudio Pascoli - sax
- Aida Cooper, Giulia Fasolino - cori